# Horatio Townshend (1er vicomte Townshend)
Horatio Townshend ( /ˈ t aʊ n z ən d), 1er vicomte Townshend (14 décembre 1630 - 10 décembre 1687) est un homme politique et  pair anglais.

## Biographie

### Vie privée
Townshend est le fils cadet de Roger Townshend, 1er baronnet, de Raynham, et de sa femme Mary Vere, fille d'Horace Vers, 1er baron Vere de Tilbury. Il est étudiant au St John's College de Cambridge en 1644 et voyage à l'étranger en Italie et en Suisse de 1646 à 1648. En 1648, il succède à son frère aîné comme baronnet.

### Vie publique
Il est élu député de Norfolk en 1656 pour le deuxième parlement du protectorat et en 1659 pour le troisième parlement du protectorat .
Townshend est élu député de Norfolk à nouveau en 1660 pour le Parlement de la Convention . Il est un partisan du roi Charles II et joue un rôle important dans la restauration de la monarchie en 1660. En 1661, il est élevé à la pairie en tant que baron Townshend, de Lynn Regis dans le comté de Norfolk, et est Lord-lieutenant du Norfolk entre 1660  et 1676. En 1682, il est nommé vicomte Townshend, de Raynham dans le comté de Norfolk.

## Famille
Il épouse en premières noces, le 23 octobre 1649, Mary Lewkenor (1634-1673). Ils n'ont pas d'enfants.
Il épouse en secondes noces, le 24 novembre 1673, Mary Ashe (1652-1685), fille de Joseph Ashe, 1er baronnet de Twickenham et de Mary Wilson. Ils ont trois enfants.
- Charles Townshend, 2e vicomte Townshend (18 avril 1674 - 21 juin 1738) épouse en premières noces Elizabeth Pelham (13 octobre 1681 - 11 mai 1711), dont descendance, puis épouse en secondes noces Dorothy Walpole (18 septembre 1686 - 29 mars 1726), dont descendance ;
- Roger Townshend (1675 - 22 mai 1709), célibataire, sans descendance ;
- Horatio Townshend (1682 - 4 octobre 1751) épouse Alice Starkey (1690 - 22 novembre 1744), dont descendance.